# بيل شيلتون (لاعب كرة قدم أسترالية أسترالي)
بيل شيلتون (بالإنجليزية: Bill Shelton)‏ هو لاعب كرة قدم أسترالية أسترالي، ولد في 3 أغسطس 1902، وتوفي في 11 مايو 1995.

## وصلات خارجية
- بيل شيلتون على موقع AustralianFootball.com (الإنجليزية)
- بيل شيلتون على موقع AFLtables.com (الإنجليزية)